# Pinodżem II
| R8 | U36 | A1 · Z2 | D1 | Q3 · Z4 · N35 | M17 | Y5 · N35 | G7 | D21 · D36 · N5 | G7 | M23 | X1 · N35 | G7 | R8A | G7 | Z2 | G17 · D21 | A12 | Z3 | A22 | Z2 | F4 · D36 | X1 · Z4 | Z9 · D54 | G41 | G1 | Z4 | M29 | G17 | Y1 | A52 |

| R8 | U36 | A1 · Z2 | D1 | Q3 · Z4 · N35 | M17 | Y5 · N35 | G7 | D21 · D36 · N5 | G7 | M23 | X1 · N35 | G7 | R8A | G7 | Z2 | G17 · D21 | A12 | Z3 | A22 | Z2 | F4 · D36 | X1 · Z4 | Z9 · D54 | G41 | G1 | Z4 | M29 | G17 | Y1 | A52 |

| G40 | Z4 | M29 | Aa15 · Y1 |

| G40 | Z4 | M29 | Aa15 · Y1 |

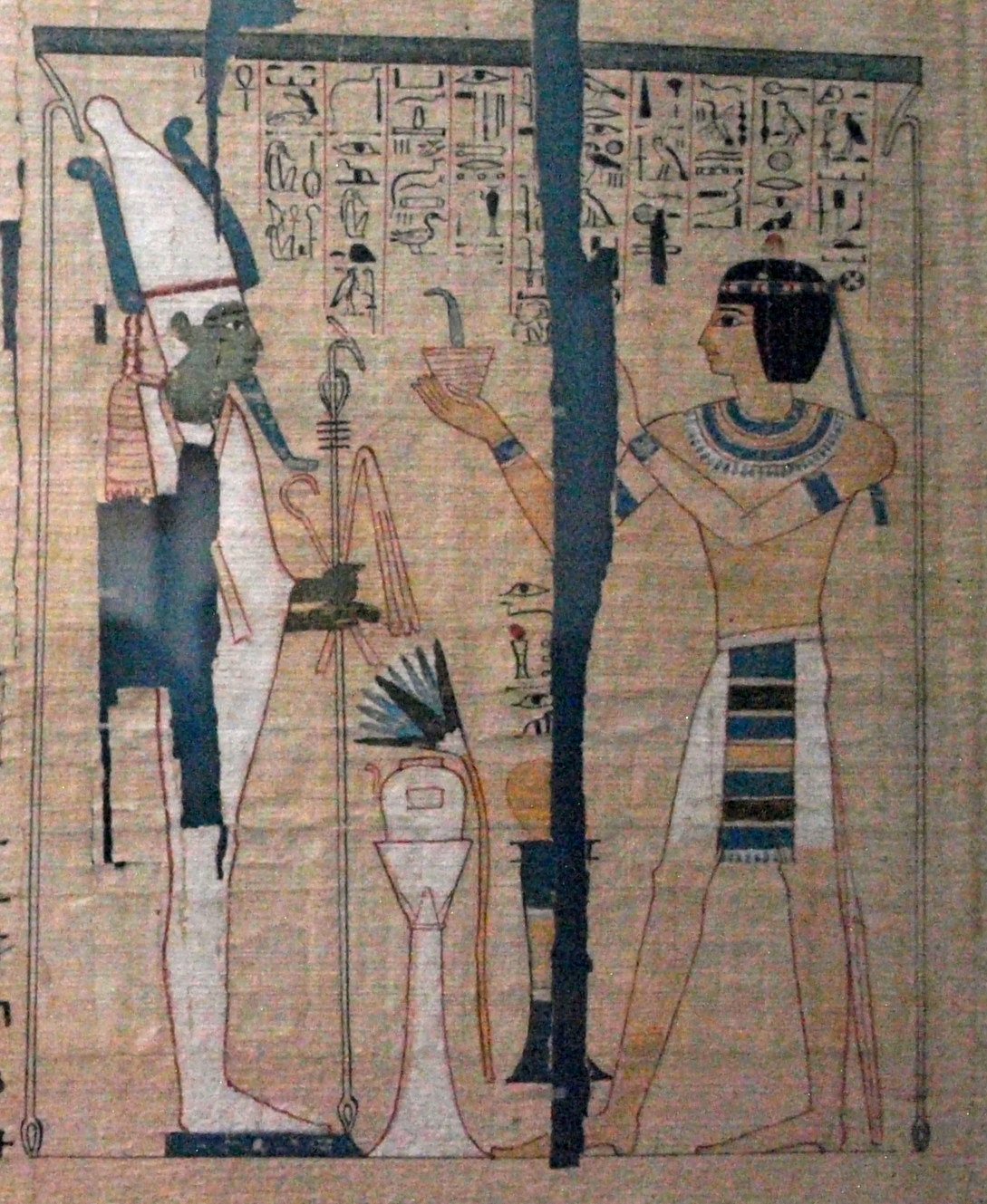
Pinodżem II

Pinodżem II (Boski Ojciec Pierwszy Prorok Amona...Pinodżem) – wielki kapłan Amona. Syn Mencheperre i Isetemachbit III. Małżonkami jego zostały najpierw jego siostra Isetemachbit IV, a następnie bratanica Nesichonsu, córka Smendesa II.
Małżeństwo to było powodem konfliktu pomiędzy Pinodżemem a jego dziećmi z pierwszego związku, jednakże po śmierci Nesichonsu na mocy werdyktu wyroczni Amona prawa potomków zrodzonych ze związku z Nesichonsu zostały uznane i potwierdzone. 
W czasie  pontyfikatu Pinodżema nastąpił wzrost wpływów libijskich. Nomarcha Herakleopolis Szeszonk, chcąc ustanowić kult pośmiertny swego ojca Nimlota, zażądał od Pinodżema zgody na to oraz przyznania wszelkich godności i funkcji jakie posiadał jego ojciec. Pinodżem uległ tym żądaniom, co spowodowało umocnienie się znaczenia Szeszonka. Stał się on wkrótce pierwszym władcą - założycielem nowej, XXII dynastii libijskiej. 
Mumię Pinodżema II odnaleziono w skrytce DB-320 w Deir el-Bahari wraz z mumią jego drugiej małżonki Nesichonsu. Pinodżem był ostatnim władcą pochowanym w tym grobowcu - skrytce.
Została odwinięta z bandaży 28 czerwca 1886 roku przez Gastona Maspero. Według jego opisu, zamieszczonego w "Les Momies royales", mumię pokrywało wiele warstw niezwykle delikatnego muślinu, pomiędzy którymi znajdowały się warstwy żywicznych substancji. Brzegi muślinu obrębiono oraz obszyto kolorowymi nićmi. W pozostałościach żywicznej skorupy, pokrywającej klatkę piersiową znajdowały się dwa pasma czerwono barwionej skóry, mające wygląd skrzyżowanych szelek o szerokości 2 centymetrów każda oraz odcisk pektorału. Nacięcie powierzchni brzucha, mające około 15 centymetrów długości balsamiści wykonali wzdłuż tułowia, po lewej stronie, od żeber do dolnej części brzucha. Twarz arcykapłana został posypana sproszkowaną żywicą, której część zestaliła się, tworząc cienką skorupę. Powieki i policzki nie zostały zbytnio wypchane, (patrz: mumia Masaharty) przez co zachowały naturalny kształt i wygląd. Na brodzie i poniżej znajdowały się cienkie i niedługie siwe włosy, natomiast owłosienie nad górną wargą zostało starannie zgolone. Ręce arcykapłana umieszczono ściśle wzdłuż tułowia przy biodrach. Wewnątrz jamy brzusznej złożono zakonserwowane i zapakowane organy wewnętrzne.
Pinodżem II przeszedł do historii dzięki urządzeniu - wespół z grupą kapłanów Amona - grobowca-skrytki w dolinie Deir el-Bahari, w której zebrano i pochowano mumie wielkich władców Egiptu z XVII, XVIII i XIX dynastii oraz arcykapłanów Amona i ich rodzin. Grobowiec ten zachował się nietknięty do naszych czasów, a został odkryty w 1881 roku.
W czasie jego pontyfikatu władzę równocześnie sprawowali:
- Amenemope - jako Król Górnego i Dolnego Egiptu w Tanis
- Osorkon Starszy - w Tanis
- Siamon - jako Król Górnego i Dolnego Egiptu w Tanis i Tebach